# レイモン
レイモン（ARaymond Network）は、フランス・イゼール県グルノーブルに本社を置く部品メーカー。合資会社(仏: société en commandite)である。

## 概説
主に自動車、ヘルスケア、農業、再生可能エネルギー産業の分野で部品製品の製造・提供しているメーカーである。多くの国際的な自動車メーカーが同社の顧客である。グローバルで25ヶ国/29ヶ所に製造拠点を構え、ARaymond Networkとして、サプライチェーンを形成している。

## 歴史
1865年、機械工であったアルバート・ピエール・レイモンドを中心にグローブ製造の世界的中心地であったフランスグルノーブルにて設立。
当時、グローブの袖口部分のボタンホールの加工やボタンの取り付けは、生産段階において手間がかかる工程であったが、レイモンドらは、それを改良するボタンを製造。また同社最初の特許を申請。
グローブから、皮革製品・馬具へとビジネスを拡大し、1875年に同市クールベリアットに巨大工場を建設。現在も本社は同地に居を構え、管理サービス等を継続しているが、生産拠点は、2014年にサン・テグレーヴへ完全移転。また、クールベルアットのレイモンド邸は、現在史跡となっている。
1890年代から他社の協業を開始し、イノベーションを追求するレイモンのポリシーが確立した。特許保護の観点から、1898年にドイツレラッハに最初の海外支店を開設。
多種多様なスナップの特許取得し、特に象牙のスナップ技術は、1900年のパリ万博で大賞を受賞した。
1909年、ばね仕掛けの改札口が発明され、世界的な成功を収め、同時に自動車業界に進出。

## 日本法人
日本法人は、神奈川県秦野市にあるレイモンジャパン株式会社。
樹脂製クイックコネクタ(自動車用燃料系ホース等締結部品)、自動車用クリップ、接着剤の研究開発および製造販売、その他、太陽光発電システム用製品、医薬品用包装製品、農業用製品の販売など幅広く事業展開している。
- 1997年 - 日本を神奈川県伊勢原市にて操業開始。日本の旅行代理店のパリ支店で責任者を務める傍らパリ第3大学で応用外国語学を学び、帰国後、在日フランス大使館・在日フランス商工会議所、フランス食品振興会（Sopexa）日本代表を歴任した竹中泰紀が初代会長に就任[2]
- 2013年 - 神奈川県秦野市に本社並びに工場を建設[3]
- 2015年 - 創業150周年記念祝賀行事を明治神宮にて開催[4]